# Terrell A. Morgan
Terrell A. Morgan (Newport News, 22 de enero de 1957) es un lingüista estadounidense y profesor de lingüística hispánica en Universidad Estatal de Ohio. Es un fonólogo y dialectólogo especializado en la documentación de la diversidad lingüística y en el desarrollo de métodos de enseñanza del español para estudiantes, profesores y otros lingüistas. Su investigación incluye trabajo sobre variación fonética y morfosintáctica en materias como las consonantes róticas, el voseo y aproximaciones pedagógicas a fonética.

## Educación
Morgan se graduó del Colegio de William & Mary en 1979 con un B.A. en lingüística y ciencias computacionales. Durante su pregrado, estudió en la Universidad de Valencia. Después de obtener una maestría en lingüística en la Universidad de Carolina del Norte en Chapel Hill, Morgan completó un doctorado en lingüística hispánica en la University de Texas en Austin en 1984. Su tesis se tituló Consonant-Glide-Vowel Alternations in Spanish: A Case Study in Syllabic and Lexical Phonology y contó con la dirección de Jean-Pierre Y. Montreuil.

## Carrera profesional
Morgan ha sido profesor de lingüística hispánica en el Universidad Estatal de Ohio desde 1984. Además, ha fungido como director del Ohio Hispanic Heritage Project y del Center for Latin American Studies de la Universidad Estatal de Ohio.
Morgan publicó el libro de texto Sonidos en contexto: una introducción un la fonética del español con especial referencia un la vida real en 2010. Además, ha coeditado dos volúmenes, escrito varios capítulos de libro y publicado artículos en revistas como Spanish in Context, Probus y Studies in  Romance Linguistics. Ha dictado ponencias en conferencias y asociaciones como la Foreign Language Association of Virginia, Laboratory Approaches to Spanish Phonetics and Phonology, Hispanic Linguistics Symposium, el Workshop on Spanish Sociolinguistics, la Asociación de Lingüística y Filología de América Latina y el Sociolinguistics Symposium, entre otros. Morgan ha recibido diversos premios, incluyendo el premio Carnegie Foundation's Ohio Professor of the Year, el Alumni Award for Distinguished Teaching (dos veces), y el Friend of the Foreign Language Association of Virginia Award.
Morgan es el creador del sitio web Voices of the Hispanic World, una colección interactiva de entrevistas con personas del mundo hispanohablante, diseñada para que alumnos y profesores de español puedan experimentar los dialectos del español de primera mano.

### Summer Seminars Abroad for Spanish Teachers
En 1991, Morgan creó los Ohio State University Summer Seminars Abroad for Spanish Teachers (SSAST), un seminario intensivo de dos semanas que introduce a profesores de educación básica y secundaria a temas básicos de lingüística hispánica. El seminario ha tenido sedes alrededor del mundo hispanohablante, entre las que se encuentran: Cuernavaca, México; Quito, Ecuador; San José, Costa Rica; Valencia, España; Santiago de los Caballeros, República Dominicana; Santiago, Chile; Asunción, Paraguay; Antigua, Guatemala; Cochabamba, Bolivia; Granada, Nicaragua; Córdoba, Argentina; Lima, Perú; Barranquilla, Colombia y La Habana, Cuba.

## Vida personal
Morgan creció en Hampton, Virginia, donde se graduó de la Kecoughtan High School en 1975. Mientras estudiaba en Valencia, España, conoció a Esperanza Roselló, con quien se casó en 1980. Ambos tienen dos hijos: Caleb y Rubén.

## Publicaciones selectas
- Morgan, T. A., & Schwenter, S. A. (2016). Vosotros, ustedes, and the myth of the symmetrical Castilian pronoun system. Inquiries in Hispanic Linguistics: From theory to empirical evidence, 12, 263.
- Morgan, T. A., & Sessarego, S. (2016). A phonetic analysis of intervocalic /r/ in Highland Bolivian Spanish. Spanish in Context, 13(2), 195-211.
- Morgan, T. A. (2010). Sonidos en contexto: Una introducción a la fonética del español con especial referencia a la vida real. New Haven, Connecticut: Yale University Press.
- Morgan, T. A. (2006). On the teaching of Spanish pronunciation. In Selected Proceedings of the 2nd Conference on Laboratory Approaches to Spanish Phonetics and Phonology, 119-130.
- Díaz-Campos, M., & Morgan, T.A. (2002). On the production and perception of Spanish palatal obstruents: An acoustic phonetic study with implications for phonology, dialectology, and pedagogy. En J. Lee, K. Geeslin, & J.C. Clements (eds.), Structure, Meaning and Acquisition in Spanish. Somerville, Massachusetts: Cascadilla Press. 244-268.
- Beckman, M., Díaz-Campos, M., McGory, J. T., & Morgan, T. A. (2002). Intonation across Spanish, in the Tones and Break Indices framework. Probus, 14(1), 9-36.
- Morgan, T. A. (2000). The curious pedigree of Spanish orthographic h. En H. Campos et al. (Eds.). Hispanic Linguistics at the Turn of the Millennium:  Papers from the 3rd Hispanic Linguistics Symposium (pp. 144–154). Somerville, Massachusetts: Cascadilla Press.
- Morgan, T.A. (1998). The linguistic parameters of /s/ insertion in Dominican Spanish: A case study in qualitative hypercorrection. Perspectives on Spanish Linguistics, 3, 79-96.
- Laeufer, C. & Morgan, T. A. (Eds.) (1992). Theoretical Analyses in Romance Linguistics. Amsterdam: John Benjamins.
- Morgan, T. A., & Janda, R. D. (1989). Musically-conditioned stress shift in Spanish revisited: Empirical verification and nonlinear analysis. En C. Kirschner & J. DeCesaris (eds.), Studies in Romance linguistics: Selected proceedings from the 17th Linguistic Symposium on Romance Languages. Amsterdam: John Benjamins. 273-288.
- Morgan, T.A., J.F. Lee, & B. VanPatten (eds.). (1987). Language and Language Use: Studies in Spanish. Lanham, Maryland: University Press of America.